# Kuttanadan Marpappa
Kuttanadan Marpappa es una película de comedia romántica india en lengua malaya de 2018 escrita y dirigida por Sreejith Vijayan. El elenco incluye a Kunchacko Boban, Surabhi Santosh, Aditi Ravi, Innocent, Ramesh Pisharody y Dharmajan Bolgatty. Kuttanadan Marpappa se estrenó en la India el 29 de marzo de 2018.

## Trama
John Paul (Kunchacko Boban), conocido por los nativos como "Marpappa" es un fotógrafo de  Karuvatta, Alappuzha, que vive con su madre Mary (hanthi Krishna), que tiene una tienda de raciones. Su padre se había suicidado durante la infancia de John. 
Jessy (Aditi Ravi) es la hija del presidente del Panchayat Oomachan y es una estudiante de último año de BDS. Fue salvada por John de un intento de suicidio después de fallar en el examen final. Jessy y John se conocen y terminan en una relación romántica. John ayuda a Jessy a producir un certificado de grado falso tomando un préstamo hipotecario para cubrir los gastos. Más tarde, Jessy rompe con John después de recibir una propuesta de matrimonio del rico fotógrafo de moda Peter y al darse cuenta de que los ingresos de John no se ajustarían a sus necesidades. Después, ella se va al extranjero por un trabajo. 
Jessy regresa a su tierra natal y su matrimonio con Peter está siendo arreglado. Mientras tanto, Jessy había descubierto que Peter es en realidad un fotógrafo erótico . Ella extorsiona a su padre a cambio de no exponer a Peter. Se revela que Peter ya sabía lo de su certificado falso y la intimida cuando ella trata de romper con él. Mientras tanto, el banco ejecuta la hipoteca de la casa de John. 
John luego finge que sigue enamorado de Jessy y finalmente con su ayuda, John retiene sus documentos de residencia del banco. John finalmente confiesa que no puede mantener una relación con Jessy ya que ella cambia de color según las situaciones. Jessy no tiene otra opción que casarse con Peter ya que Peter sabe todo sobre Jessy, incluyendo su certificado falso, la inmigración ilegal y la reclamación de un trabajo ilegal en Londres. 
Mientras tanto, John y la hermana menor de Jessy, Annie (Surabhi Santhosh) se enamoran. John se casa con Annie el mismo día que Jessi se casa con Peter. 
Más tarde en la película, se revela que el Padre Inocencio (Aju Varghese) que realizó ambos matrimonios fue traicionado por Jessi en sus días de escuela y la madre de John, la señorita. Mary fue la mente maestra detrás del matrimonio de John y Annie. 

## Reparto
- Kunchacko Boban como John Paul, alias Marpappa.
- Dharmajan Bolgatty como Motta, el amigo de John.
- Surabhi Santosh como Annie, la hermana de Jessy y la novia de John.
- Aditi Ravi como Jessy, la amante de John.
- Shanthi Krishna como María, la madre de John.
- Jaya Menon como la esposa de Ummachan.
- Mallika Sukumaran como la abuela de Peter.
- Aju Varghese como el Padre Inocencio.
- Innocent como Ummachan, el padre de Jessy.
- Ramesh Pisharody como Peter.
- Hareesh Perumanna como Cleetus.
- Tini Tom como Thomachan.
- Salim Kumar como Philipose.
- Soubin Shahir como Freedy.
- V.K.Prakash como el padre de Pedro.
- Sunil Sukhada como Vicar.
- Gourav Menon como el joven John.
- Adhish Praveen como Young Motta.
- Aneesh Ravi como Joseph.
- Suresh Thampanoor como el Aldeano.
- Rajeev Rajan como el camarógrafo.
- Sohan Seenulal como ejecutivo del ICD Card.
- Sibi Thomas como oficial de policía.
- Binu Adimali como Mathayi.
- Sunil Babu como el Aldeano.
- Sasi Kalinga como Pappichen.
- Nadirshah como el Doctor.
- Kochu Preman como pariente de Peter.
- Dinesh Prabhakar como amigo de Peter.
- Noby Marcose como Brittas.
- Sajan Palluruthy como Abu.
- Kollam Sudhi
- Vinod Kedamangalam como político.
- Ullas Pandalam como agente de policía.
- Swasika como Jinu.
- Kulappulli Leela como la madre de Motta.
- Manju Sunichen como Minimol.
- Deepika Mohan como la madre de Janaki.
- Molly Kanamaly como el Aldeano.
- Sarath Thenumoola como Sayippu (Extranjero).

## Producción
El rodaje comenzó en Kodanad, Alappuzha y lugares cercanos a fines de noviembre de 2017. Kuttanadan Marpappa es el debut como director cinematógrafo Sreejith Vijayan. Shanthi Krishna interpreta a una madre soltera en la película. Las canciones de la película fueron compuestas por Rahul Raj, las letras fueron escritas por Rajeev Alunkal y Vinayan Shasikumar.

## Lanzamiento
La película se estrenó en India el 29 de marzo de 2018.

## Crítica
The Times of India le dio a la película 3 de 5 y declaró: "Kuttanadan Marpappa es un artista familiar perfecto". La química entre los actores, la banda sonora y la dirección impecable son los puntos a favor. Manorama Online le dio 3 de 5 y escribió: "El artista de velocidad media en el género de la comedia familiar mantiene a la audiencia pegada a los asientos". DGZ Media dijo que "La película es un paquete completo con los impresionantes visuales, las encantadoras actuaciones de los actores principales y la comedia". Dekh News dijo que "Esta película es genial en muchos sentidos como la actuación, la producción y la dirección. Tiene un gran guión y estamos seguros de que a todos ustedes les va a encantar".

## Taquilla
La película recaudó ₹ 8,10 millones de rupias en menos de un mes de la taquilla de Kerala, con una cuota de distribución de 3,58 millones de rupias.